# Monlet
Monlet település Franciaországban, Haute-Loire megyében. Lakosainak száma 406 fő (2022. január 1.). Monlet Allègre, Bellevue-la-Montagne, Céaux-d’Allègre, La Chapelle-Bertin, Félines, Saint-Pal-de-Senouire és Sembadel községekkel határos.

## Népesség
A település népességének változása:
| Lakosok száma | 572  | 437  | 399  | 407  | 399  | 399  | 420  | 412  | 414  | 406  |
|               | 1968 | 1982 | 1990 | 2006 | 2013 | 2015 | 2017 | 2019 | 2020 | 2022 |